# Јован Димитријевић Добрача
Јован Димитријевић Добрача (око 1765 — 1839) био је српски трговац. Помагао је устанике током Првог и Другог српског устанка.

## Биографија
Јован Димитријевић рођен је око 1765. године у месту Добрача по коме је и добио надимак. Био је трговац великог угледа и помагао је Карађорђу који је волео да послуша његов савет. Добрача је припремио новац да се у Београду подигне добра школа по угледу на Пешту и Беч. Такође је био и за то да се изгради и нека књижара. Али је остао најзначајнији као устаник и финансијер бораца у то време.

## Други српски устанак
У историји је забележен као војвода у Другом српском устанку.
Био је један од команданата српске војске у бици на Љубићу. Године 1815. 8. маја/6. јуна се одржао Бој на Љубићу, брду крај Чачка. Непријатељ је био три пута јачи, а Јован Димитријевић Добрача је лично опремао своје борце. Гружански кнез свој одред од око 500 бораца је опремио са оружјем и храном. Поред њега био је и Рака Левајац, који се замерио и Карађорђу и кнезу Милошу што је имало за последицу изостанак финансијске пордшке у старости.
Помагао је финансијски борбу против Турака под Милошем Обреновићем. Свој зарађени иметак потрошио је у ратовима, а кнез Милош Обреновић му је тек пред крај живота уделио малу пензију, тако да је Јован Добрача умро у сиромаштву и потпуно заборављен.
Сахрањен је у месту Драча 9 километара од Крагујевца, у црквеној порти манастира Драча.

## Улице
Улице у Београду, Чачку, Крагујевцу и Пожаревцу носе његово име.